# Léotoing
Léotoing (okzitanisch Lauton) ist eine französische Gemeinde mit 214 Einwohnern (Stand 1. Januar 2022) im Département Haute-Loire in der Region Auvergne-Rhône-Alpes (vor 2016 Auvergne). Sie liegt im Arrondissement Brioude und im Kanton Sainte-Florine. 

## Geographie
Léotoing liegt etwa sechzig Kilometer nordwestlich von Le Puy-en-Velay. Umgeben wird Léotoing von den Nachbargemeinden Saint-Gervazy im Norden und Nordwesten, Chambezon im Norden, Lempdes-sur-Allagnon im Nordosten, Saint-Géron im Osten und Südosten, Lorlanges im Süden und Südosten, Espalem im Süden, Blesle im Südwesten, Torsiac im Westen sowie Apchat im Nordwesten. 

## Bevölkerungsentwicklung
| Jahr                       | 1962 | 1968 | 1975 | 1982 | 1990 | 1999 | 2006 | 2011 | 2017 |
| Einwohner                  | 255  | 247  | 218  | 200  | 214  | 208  | 206  | 209  | 234  |
| Quellen: Cassini und INSEE |      |      |      |      |      |      |      |      |      |

## Sehenswürdigkeiten
- Kirche Saint-Vincent, seit 1937 Monument historique
- Kapelle Les Lépreux
- Burg Léotoing

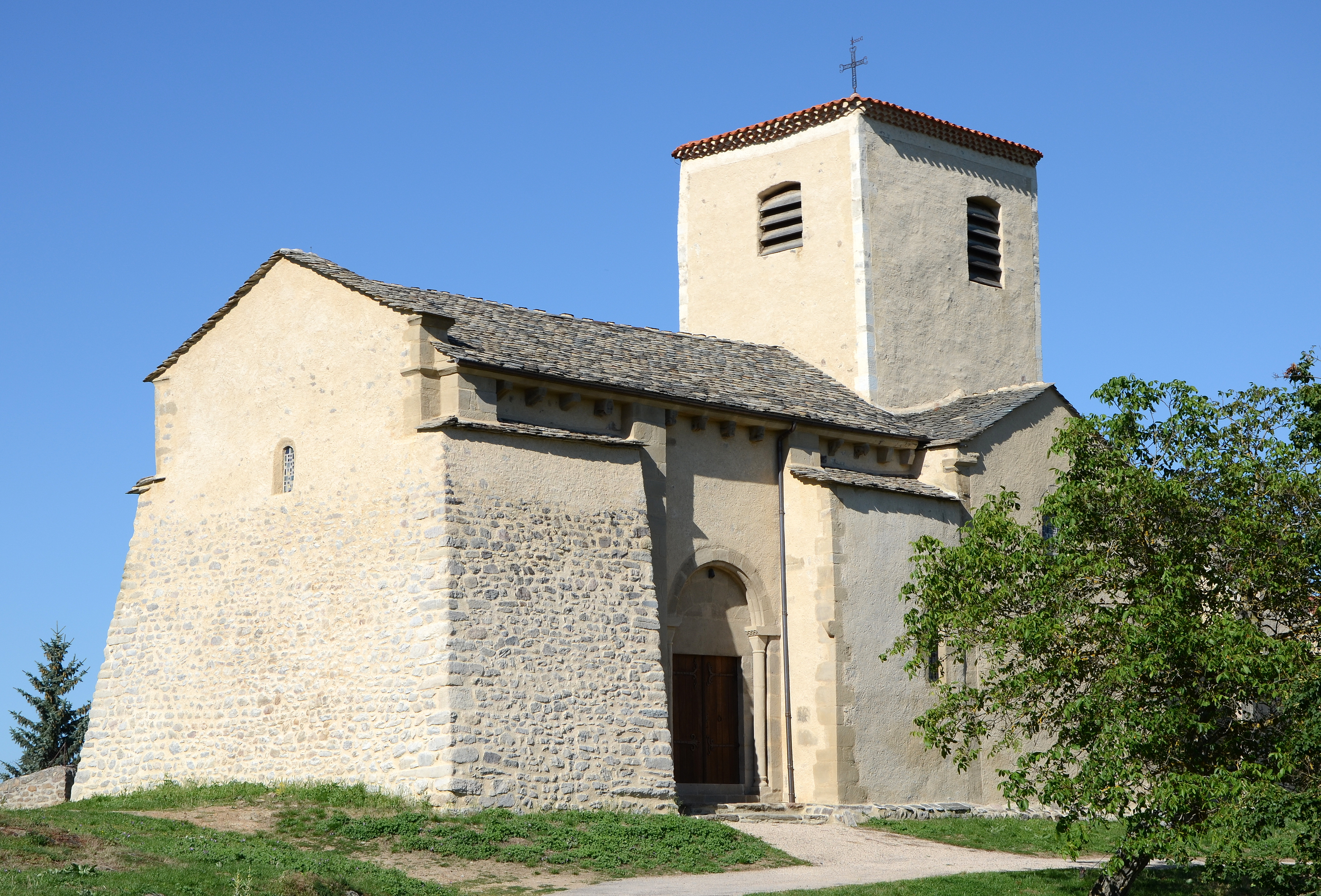
Kirche Saint-Vincent
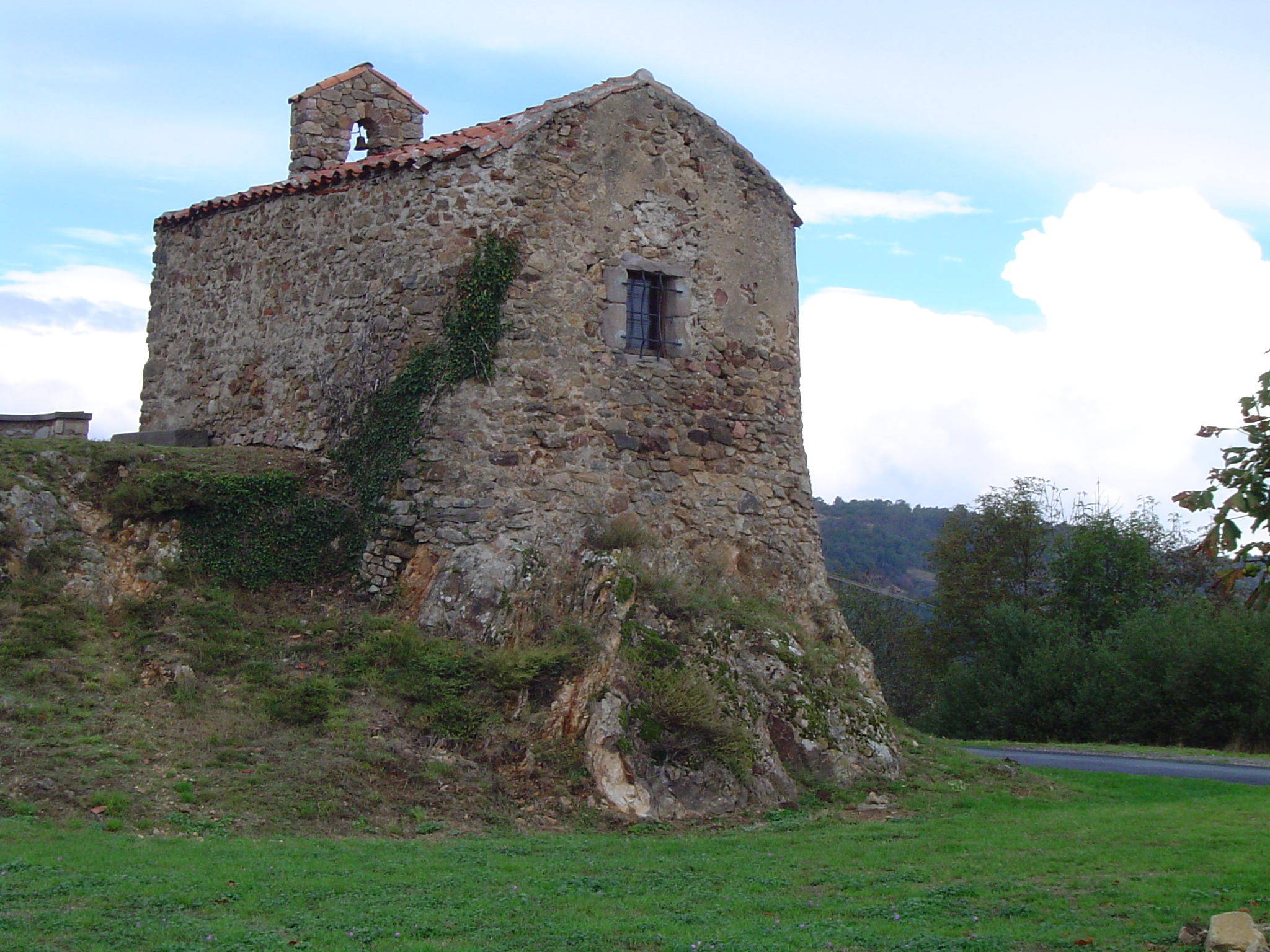
Kapelle Les Lépreux
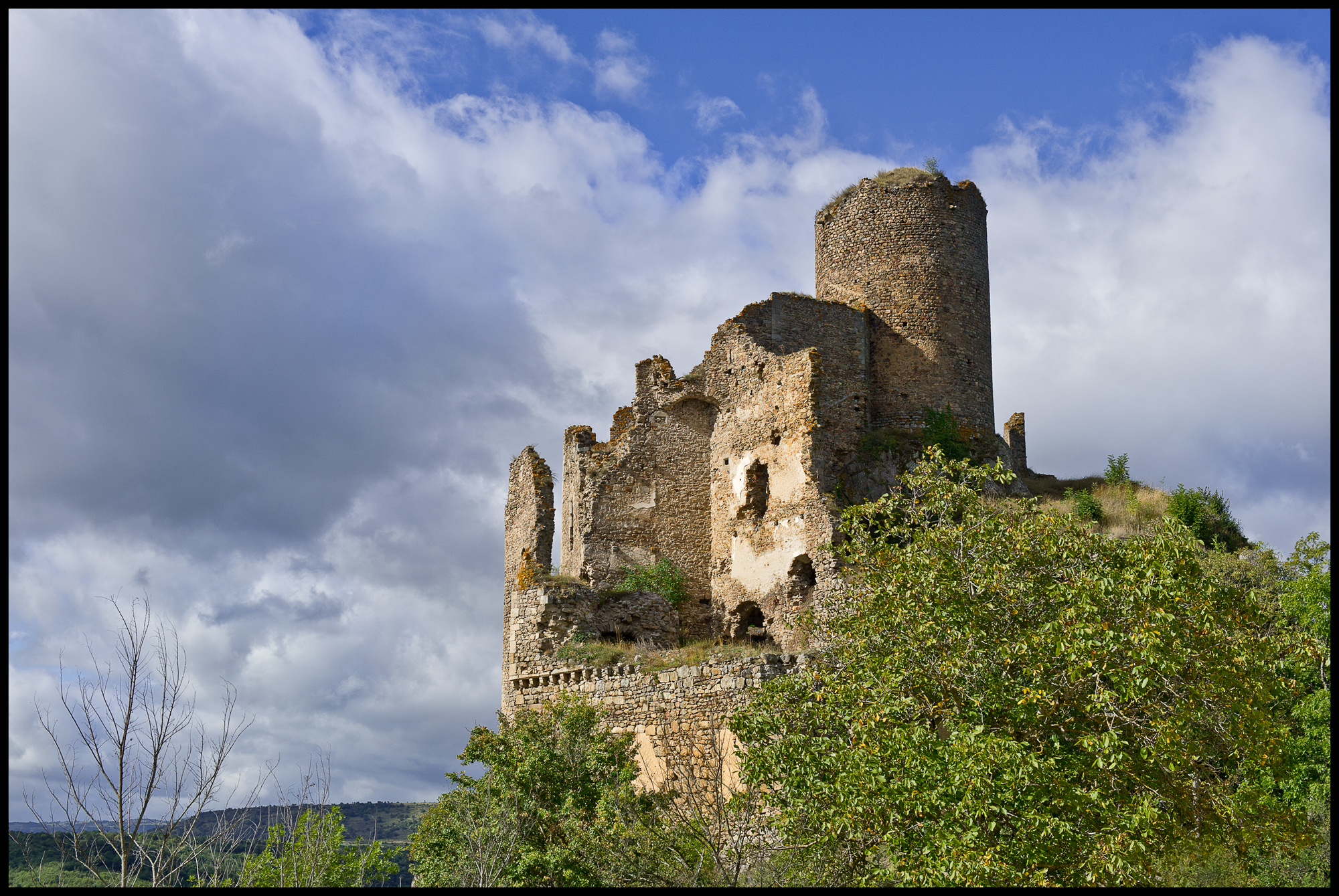
Burg Léotoing